# 詹姆斯·約西爾
詹姆斯·亨利·約西爾爵士（英語：Sir James Henry Yoxall；1857年7月15日—1925年2月2日）是英國自由黨政治家和工會人士。1895年至1918年約西爾担任諾丁漢西部国会议员。約西爾曾于1892年至1924年间担任全國教師聯合會秘書長。1909年被封为爵士。

## 背景
約西爾出生于雷迪奇，是亨利·霍頓·約西爾（Henry Houghton Yoxall）和伊利沙伯·斯莫爾伍德（Elizabeth Smallwood）的長子。約西爾在雷迪奇衛斯理學院和牛津威斯敏斯特學院接受教育。 1886年，他與伊利沙伯·科勒斯結婚。這對夫婦有一個兒子，哈里·約西爾和兩個女兒。

## 职业生涯
約西爾於1878年成為一名認證老師，1891年任全國教師聯合會主席，后来于1892年接任秘書長。約西爾於1994至95年度擔任中學教育皇家專員。1909年至1924年担任《校長》編輯，1916至1918年担任現代語言教學委員會成員。1899年獲得劍橋大學名譽文學碩士學位，並於1907年獲得牛津大學名譽文學碩士學位。其亦獲法國任命為學術官員（Officier d’Académie）。

## 政治生涯
約西爾是1892年英國大選諾丁漢郡巴西特勞選區的自由黨候選人。1895年英國大選時，他代表自由黨在諾丁漢西選區参选，并獲得了席位。他后来亦参加了四次大選。1918年，約西爾在大選前退休了。約西爾被封为太平紳士。